# اوله هوریسلاوتس
اوله هوریسلاوتس (اوکراینی: Олег Гориславець؛ زادهٔ ۱۵ مهٔ ۱۹۸۳) بازیکن فوتبال اهل اوکراین است.